# Tulameen
Tulameen är en ort i Kanada.   Den ligger i provinsen British Columbia, i den södra delen av landet, 3 400 km väster om huvudstaden Ottawa. Tulameen ligger 786 meter över havet och antalet invånare är 250. Den ligger vid sjön Otter Lake.
Terrängen runt Tulameen är huvudsakligen kuperad. Tulameen ligger nere i en dal. Trakten runt Tulameen är nära nog obefolkad, med mindre än två invånare per kvadratkilometer.. Det finns inga andra samhällen i närheten.
I omgivningarna runt Tulameen växer i huvudsak barrskog.